# Kathryn Grayson
Kathryn Grayson ou Zelma Kathryn Elisabeth Hedrick (Winston-Salem, 9 de fevereiro de 1922 — Los Angeles, 17 de fevereiro de 2010) foi uma atriz e cantora de ópera soprano estadunidense.
Desde os 12 anos, Grayson se formou como cantora de ópera. Ela estava sob contrato com a Metro-Goldwyn-Mayer no início dos anos 1940, logo estabelecendo uma carreira principalmente por meio de seu trabalho em musicais. Depois de vários papéis coadjuvantes, ela foi a atriz principal em filmes como Thousands Cheer (1943), Anchors Aweigh (1945) com Frank Sinatra e Gene Kelly, e Show Boat (1951) e Kiss Me Kate (1953), ambos com Howard Keel.
Quando a produção musical de filmes declinou, ela trabalhou no teatro, aparecendo em Camelot (1962–1964). Mais tarde na mesma década, ela atuou em várias óperas, incluindo La bohème, Madama Butterfly, Orpheus in the Underworld e La traviata.

## Filmografia
| Ano  | Filme                                  | Personagem                           | Notas |
| ---- | -------------------------------------- | ------------------------------------ | ----- |
| 1941 | Andy Hardy's Private Secretary         | Kathryn Land                         |       |
| 1942 | The Vanishing Virginian                | Rebecca Yancey                       |       |
| 1942 | Rio Rita                               | Rita Winslow                         |       |
| 1942 | Seven Sweethearts                      | Billie Van Maaster                   |       |
| 1943 | Thousands Cheer                        | Kathryn Jones                        |       |
| 1945 | Anchors Aweigh                         | Susan Abbott                         |       |
| 1946 | Ziegfeld Follies                       | Ela mesma                            |       |
| 1946 | Two Sisters from Boston                | Abigail Chandler                     |       |
| 1946 | Till the Clouds Roll By                | Magnolia in 'Show Boat'              |       |
| 1947 | It Happened in Brooklyn                | Anne Fielding                        |       |
| 1948 | The Kissing Bandit                     | Teresa                               |       |
| 1949 | That Midnight Kiss                     | Prudence Budell                      |       |
| 1949 | Some of the Best                       | Ela mesma                            |       |
| 1950 | The Toast of New Orleans               | Suzette Micheline                    |       |
| 1951 | Grounds for Marriage                   | Ina Massine                          |       |
| 1951 | Show Boat                              | Magnolia Hawks                       |       |
| 1952 | Lovely to Look At                      | Stephanie                            |       |
| 1953 | The Desert Song                        | Margot Birabeau                      |       |
| 1953 | So This Is Love                        | Grace Moore                          |       |
| 1953 | Kiss Me Kate                           | Lilli Vanessi / Kate                 |       |
| 1956 | The Vagabond King                      | Catherine de Vaucelles               |       |
| 1976 | The Amazing World of Psychic Phenomena | Psychic Detective                    |       |
| 1994 | A Century of Cinema                    | Ela mesma                            |       |
| 2003 | Cole Porter in Hollywood: Too Darn Hot | Ela mesma-Kate/Lilli em Kiss Me Kate |       |
| 2004 | The Masters Behind the Musicals        | Ela mesma                            |       |

## Teatro e Operas
- Madama Butterfly (1959)
- La Traviata (1960)
- La bohème (1960)
- The Merry Widow (1961)
- Naughty Marietta (1961)
- Rosalinda (1962)
- Camelot (1962)
- Show Boat (1964)
- Night Watch (1982)
- Orpheus in the Underworld (1983)
- Something's Afoot (1983)
- Noises Off (1987)
- Love Letters (1996)
- Red Sox and Roses (1997)